# Els Borst
Else Borst-Eilers, detta Els (Amsterdam, 22 marzo 1932 – Bilthoven, 8 febbraio 2014), è stata una politica e medico olandese.

## Biografia

### Studi e professionista medico
Els Borst nacque ad Amsterdam il 22 marzo 1932. Ha studiato medicina ad Amsterdam nell'omonima università dal 1950 al 1958. Negli anni dal 1958 al 1965 si specializza nei campi della pediatria e dell'immunoematologia e lavorando come assistente medico. Dal 1965 al 1969 è stata assistente di ricerca all'Università di Utrecht. Ha poi lavorato presso la Banca del sangue del Academic Teaching Hospital di Utrecht, dove è stata direttore medico dal 1975 al 1986. Dal 1986 al 1994 è stata vicepresidente del Consiglio sanitario olandese.

### Attività politica
Borst-Eilers è stata membro dei Democratici 66 (D66) dal 1968. Quando il suo partito formò un governo di coalizione con il PvdA e il VVD nel 1994, fu nominata Ministro della Salute. Ha guidato i D66 come candidato di spicco alle elezioni legislative del 1998, ha rinunciato dopo la cattiva prestazione dei D66 (perdita di dieci seggi) alla presidenza del gruppo e a un altro ruolo di leader nel partito, ma fu disponibile per un secondo mandato come ministro e fu anche vice primo ministro fino al luglio 2002.
Durante il suo mandato di otto anni, nei Paesi Bassi sono state discusse questioni etiche mediche di base, tra cui l'eutanasia e la ricerca sugli embrioni. Sotto la sua egida, fu introdotta una legge che a certe condizioni non criminalizzava più l'eutanasia. Questo le ha portato una grande ostilità. Sebbene le sia stato attribuito un elevato livello di competenza, la sua amministrazione non è stata indiscussa e ha dovuto affrontare due volte un voto di sfiducia. La sua carriera politica attiva terminò dopo le elezioni legislative del 2002, quando la coalizione dei socialdemocratici, dei liberali di sinistra e di destra fu interrotta.

## Assassinio
Els Borst è stata trovata morta nel garage della sua casa di Bilthoven l'8 febbraio 2014 da due amici intimi. Cinque giorni dopo, la procura ha annunciato che la sua indagine ha concluso che la morte "era probabilmente dovuta a un'azione criminale". Due anni dopo, il 4 febbraio 2016, uno squilibrato noto alla polizia, già detenuto in carcere per aver ucciso sua sorella, confessa di averla uccisa perché ha fatto votare la legge che legalizza l'eutanasia. Dice di essere stato incaricato di una "missione divina" per difendere i valori cristiani quando era bambino. Sebbene il leader politico Alexander Pechtold dichiari che "i suoi peggiori timori sono confermati" e che "Els Borst è stata uccisa a causa del suo lavoro a favore dell'eutanasia", la procura e l'avvocato dell'indagato affermano di non credere all'assassinio politico. A causa della follia causata da malattie mentali, l'autore è stato imprigionato in una struttura psichiatrica obbligatoria nel 2016.

### Vita privata
Sposata con Jan Borst dal 1960 e con tre figli, nel 1988 rimane vedeva. Suo cognato Piet Borst è professore emerito di Biochimica Clinica e Biologia Molecolare all'Università di Amsterdam.